# Unipol Domus
 (avril 2025).
L'Unipol Domus, anciennement Sardegna Arena, est un stade de football provisoire, situé à Cagliari pour pallier les travaux du stade Sant'Elia qui doit être reconstruit.
Le stade est utilisé par le club de Cagliari Calcio depuis la saison 2017-2018. Cet équipement est d'une capacité de 16 416 places. Son nom a été changé en Unipol Domus en 2021.